# Roberto Trashorras Gayoso
Roberto Trashorras (Rábade, 28 de febrer de 1981) és un exfutbolista professional gallec que ocupava la posició de migcampista atacant i va ser internacional espanyol en categories inferiors. Va acabar la seva carrera al Rayo Vallecano.

## Trajectòria esportiva
Va començar a destacar al modest Racing Vilalbés, d'on passà al planter del FC Barcelona. Va sobressortir al Barça Atlètic, però no acabà de pujar al primer equip, amb el qual tan sols va disputar un encontre de la màxima categoria la campanya 01/02.
Sense continuïtat al conjunt blaugrana, marxà al filial del Reial Madrid, on hi romangué dues temporades sense pujar al primer equip. La temporada 05/06 juga amb el CD Numancia a Segona Divisió, sent suplent.
La temporada 06/07 marxa a la UD Las Palmas. A l'equip canari recupera la titularitat, i eixa mateixa temporada marca 8 gols en 30 partits. A l'any següent en serien 3 en 32 partits. L'estiu del 2008 fitxa pel Celta de Vigo, també a la categoria d'argent. L'any 2011 comença a jugar al Rayo Vallecano arribant així a la Lliga BBVA (1a divisió).